# Huánuco Pampa
Huánuco Pampa, également appelé Huanucopampa,,, ou Wanakupampa, Huánuco Marka,, et Huánuco Viejo,, est un site archéologique du centre du Pérou dans la Région de Huánuco, province de Dos de Mayo, district de La Unión.
C'était un centre administratif important de l'Empire inca.

## Situation géographique

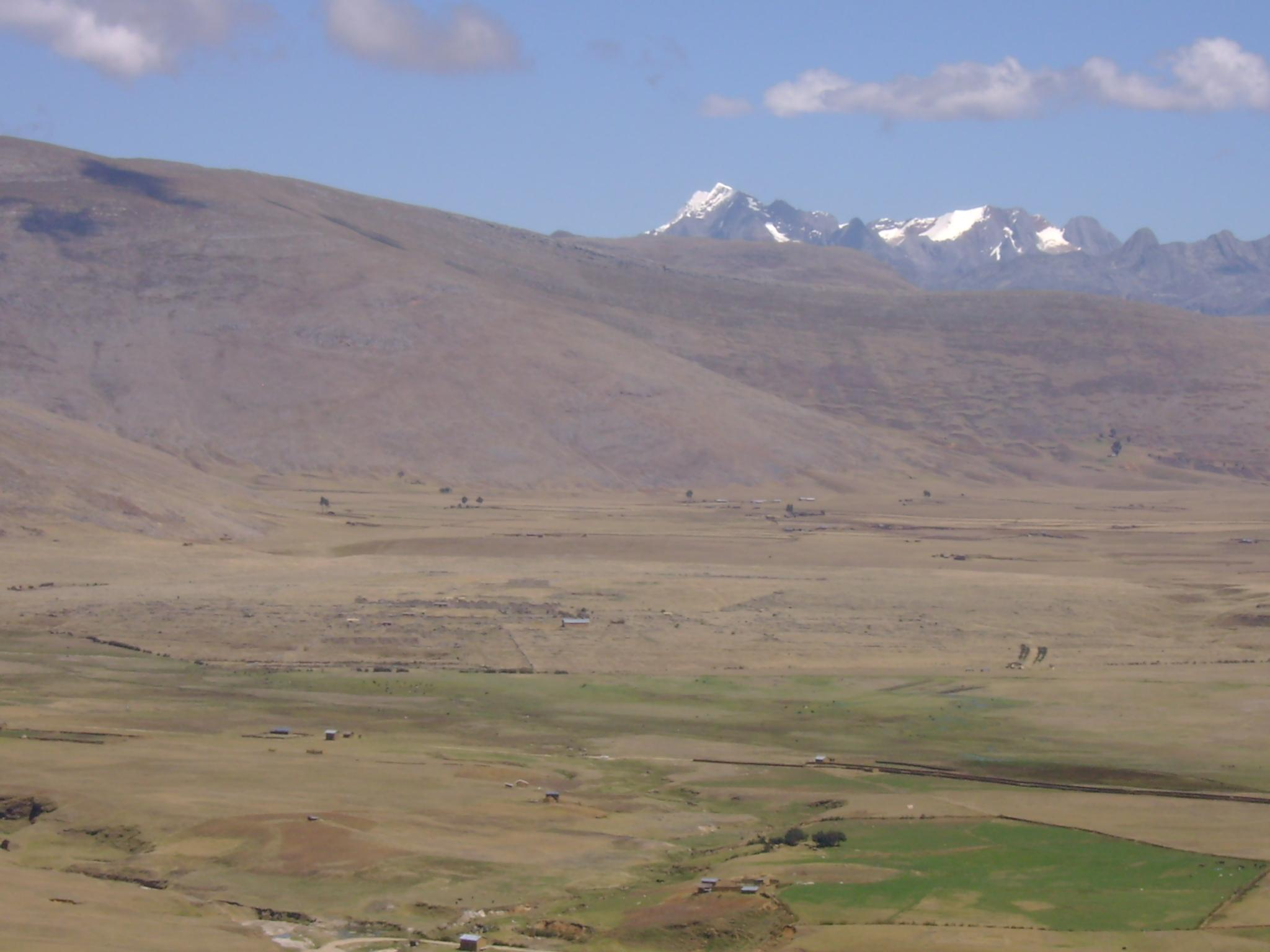
Vue sur les ruines de Huánuco Marca en arrière-plan la Cordillère de Huallanca.

Ce centre très important de plus de 2 km2 est situé sur un plateau (ou pampa) à 3 625 m d'altitude, sur la vallée de la rivière Vizcarra (ou Urqumayu) au pied de la cordillère de Huallanca dans les Andes.
La ville y a été établie parce que cet endroit était le point médian de la route entre Cuzco et Tomebamba, aujourd'hui dans le sud de l'Équateur.
Depuis lors, la citadelle a été reconnue comme la capitale du Chinchay Suyu, l'une des quatre divisions politiques et administratives de l'empire des Incas. Le Chemin des Incas passait par cette ville, dans l'une de ses branches.
Le plateau est alors peuplé de plusieurs de communautés, avec du nord au sud : Chumipata, Guellaycancha et Aguamiro et d'autres,.
La cité est l'un des nombreux centres administratifs construits le long de l'une des routes commerciales importantes de l'empire inca qui reliait Cuzco - capitale de l'empire - et Quito - le lieu de résidence habituel de l'empereur Huayna Cápac - dans les hautes terres (la sierra).
Huánuco  se trouve au sommet d'un plateau entourés de ravins afin de permettre une défense facile de la ville. La cité a été brièvement occupée par les Espagnols dirigés par Gomez de Alvarado qui y fonda une ville en 1539, mais celle-ci fut rapidement déplacée à cause du climat rigoureux et des raids menés par Illa Tupac, l'un des capitaines de Manco Capac II.

## Description

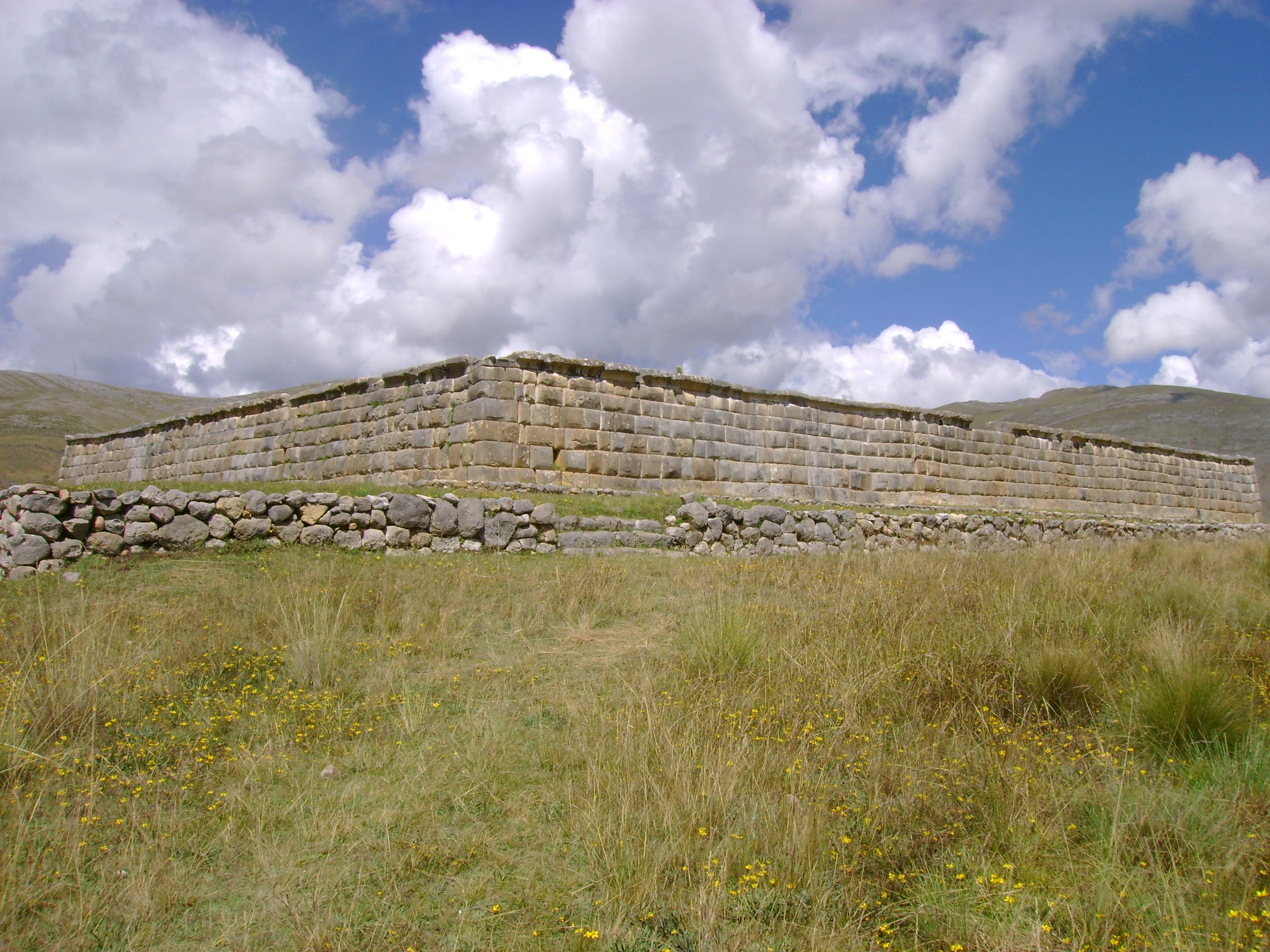
Plateforme quadrangulaire Ushnu.

Huánuco Pampa est situé à une altitude de 3 625 m sur un plateau surplombant la rivière Vizcarra.
Ce centre inca a été conçu d'après ce qu'on appelle « l'architecture du pouvoir », un concept où les bâtiments et les espaces sont destinés à renforcer l'image de la puissance de l'empire.
À Huánuco Pampa, l'immense place rectangulaire mesurait 550 m sur 350 m, soit plus de 192 ha.
L'ushnu, la plateforme pyramidale qui était invariablement érigée au centre de la place ou sur un côté de celle-ci était une scène à partir de laquelle les « fonctionnaires » pouvaient présider les cérémonies d'État. Le chemin de l'inca empruntait le passage sud-est-nord-ouest à travers la place, tout comme à Cuzco.
Véritable « réseau autoroutier impérial », ces routes construites de mains d'homme s'étendaient au-delà du Pérou à travers les pays voisins. Ces chaussées étaient pavées, avec des escaliers maçonnés, des canaux de drainage en pierre, des murs de soutènement et des ponts. Dans certaines régions, la route mesurait 15 mde large et 16 m pour un escalier pavé, tandis que certains tronçons comportaient deux voies parallèles.
Dans la ville qui couvrait donc environ 200 ha, plus de 4 000 bâtiments ont été érigés. Des sentiers rayonnent à travers les secteurs de la place, de sorte que la ville est divisée en 12 parties. Le Dr Edward Craig Morris (en) pense que cette conception peut avoir été le reflet des relations entre les groupes ethniques de la région.

Le « réseau routier » des Incas avec Huánuco Pampa à mi-chemin entre Quito et Cuzco.

La plupart des occupants du lieu ne vivaient pas sur place en permanence, mais beaucoup d'entre eux y circulaient pour remplir leurs fonctions ou participer à des cérémonies.
Huánuco Pampa est l'un des six sites appelés « nouvelle Cuzco », construit à l'image conceptuelle, sinon réelle, de la capitale de l'époque.

### Zone cérémonielle
Les sections cérémonielles de Huánuco Pampa sont d'une maçonnerie d'une qualité rare, avec des blocs volumineux finement taillés et ajustés, de style appelé « inca impérial » par les archéologues, un type de bâtiments inhabituel. La majeure partie de la zone orientale de la ville est occupée par la « Casa del Inca » et par l'ushnu (une sorte d’oratoire solaire qui s'élève à dix mètres au-dessus du sol où pouvait s’asseoir l’Inca ou son représentant local) qui occupe la place centrale. Pour se rendre à la Casa del Inca, il faut passer par des portes trapézoïdales en blocs maçonnés ajustés, avec des personnages et des pumas sculptés de chaque côté. Les murs de liaison sont construits en pirqa, pierres des champs incrustées dans l'argile. Les murs sur le côté est de la place centrale sont de grands bâtiments appelés kallanka, également en pirqa. On ignore l'emploi de ces grands bâtiments (casernes, entrepôts...).
L'intérieur de la Casa del Inca est composé de quinze structures qui s'ouvrent sur la cour centrale. Il y a des habitations, des bains en maçonnerie de style inca, des terrasses, des jardins en contrebas, des piscines et peut-être un temple, qui n'ont peut-être jamais été complètement achevés avant l'abandon de la ville.
L'ushnu est la place centrale principale qui est une plate-forme solide construite en maçonnerie de style inca impérial. Il y a deux bâtiments plus petits sur le côté est de la terrasse inférieure qui peuvent avoir été utilisés pour les cérémonies célébrées sur l'ushnu. Les portes de l'ushnu sont faites de sculptures en pierre qui peuvent symboliser des paires de pumas. L'ushnu se trouve sur plusieurs autres sites incas et peut avoir été utilisé par d'importants dirigeants pour des événements publics de nature politique, administrative ou cérémonielle.
Lorsqu'il s'agissait de cérémonies ou d'autres grands événements où les gens entraient dans le pays pour une durée déterminée, il n'est pas rare de trouver des artéfacts inca, la plupart du temps il s'agit de poteries. Les textiles et les métaux étaient importants pour la civilisation inca, mais la poterie est ce qui a fait ressortir le génie des artistes de la civilisation inca. Le travail de poterie polychrome de style Cuzco est la marque archéologique de la présence inca. Cette poterie était particulièrement importante dans les cérémonies et n'était pas utilisée pour les tâches quotidiennes.

### Quartiers résidentiels

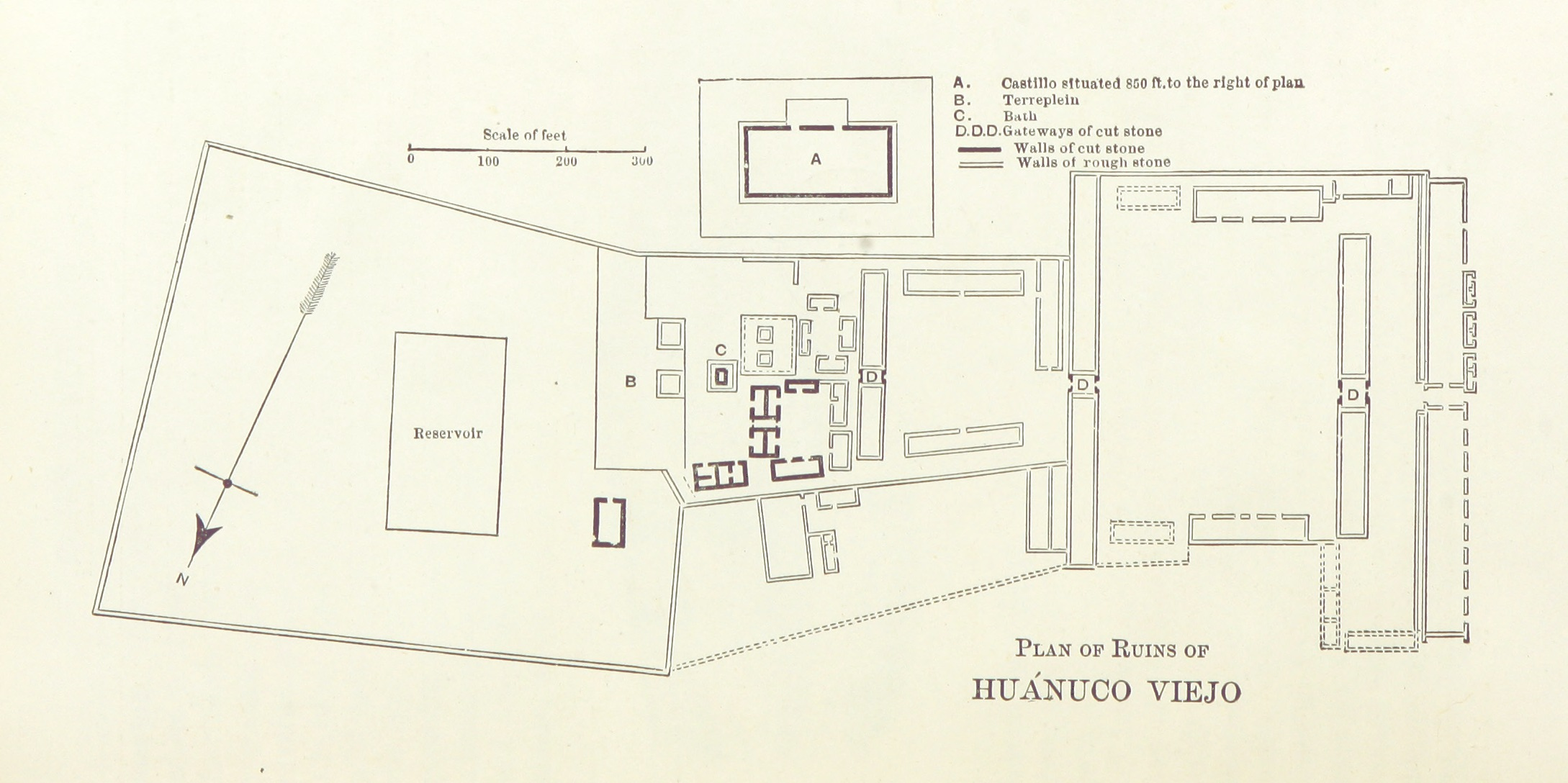
Plan de l'ancienne cité inca de Huánuco viejo.

Les barrios nord et sud, ou quartiers, de Huánuco Pampa étaient principalement utilisés comme quartiers résidentiels. Dans certains cas, les zones sont organisées de manière très formelle, comme le cuartel au nord, qui semble être une caserne. La population de la ville habitait des maisons rectangulaires avec des niches de forme trapézoïdale dans les murs intérieurs. Toutes ces maisons sont construites en pirqa (moellons et boue). Beaucoup de ces habitations sont disposées autour d'une cour centrale.
Les différents groupes ethniques de la région se déplaçaient constamment à l'intérieur et à l'extérieur de la cité, pour assister à des cérémonies et remplir leurs obligations (corvées, impôts en nature, etc.), il n'y avait pas de groupe vraiment important à demeure. Cependant, des preuves archéologiques suggèrent qu'un groupe important de résidents permanents était les Aqllakuna.
C'est à Huánuco Pampa que les premiers conquérants fondèrent une ville en 1539 qui, en raison de la froideur du climat, fut en 1541 transférée à 63 km à l'est, vers ce qui est aujourd'hui la ville de Huánuco à 1 900 m d'altitude dans l'agréable et tempérée vallée de Pillco sur le río Huallaga, dont l'autre nom est río Huánuco.

### La zone de stockage
La « zone de stockage » de Huánuco Pampa comprend 497 qullqas (entrepôts) et 30 bâtiments de traitement et d'administration. La ville a peut-être été un centre de redistribution extrêmement important qui approvisionnait les villages provinciaux de la zone qu'elle administrait en produits d'autres régions. Les qullqas sont construits en rangées et en maçonnerie pirqa, tout comme les quartiers résidentiels.

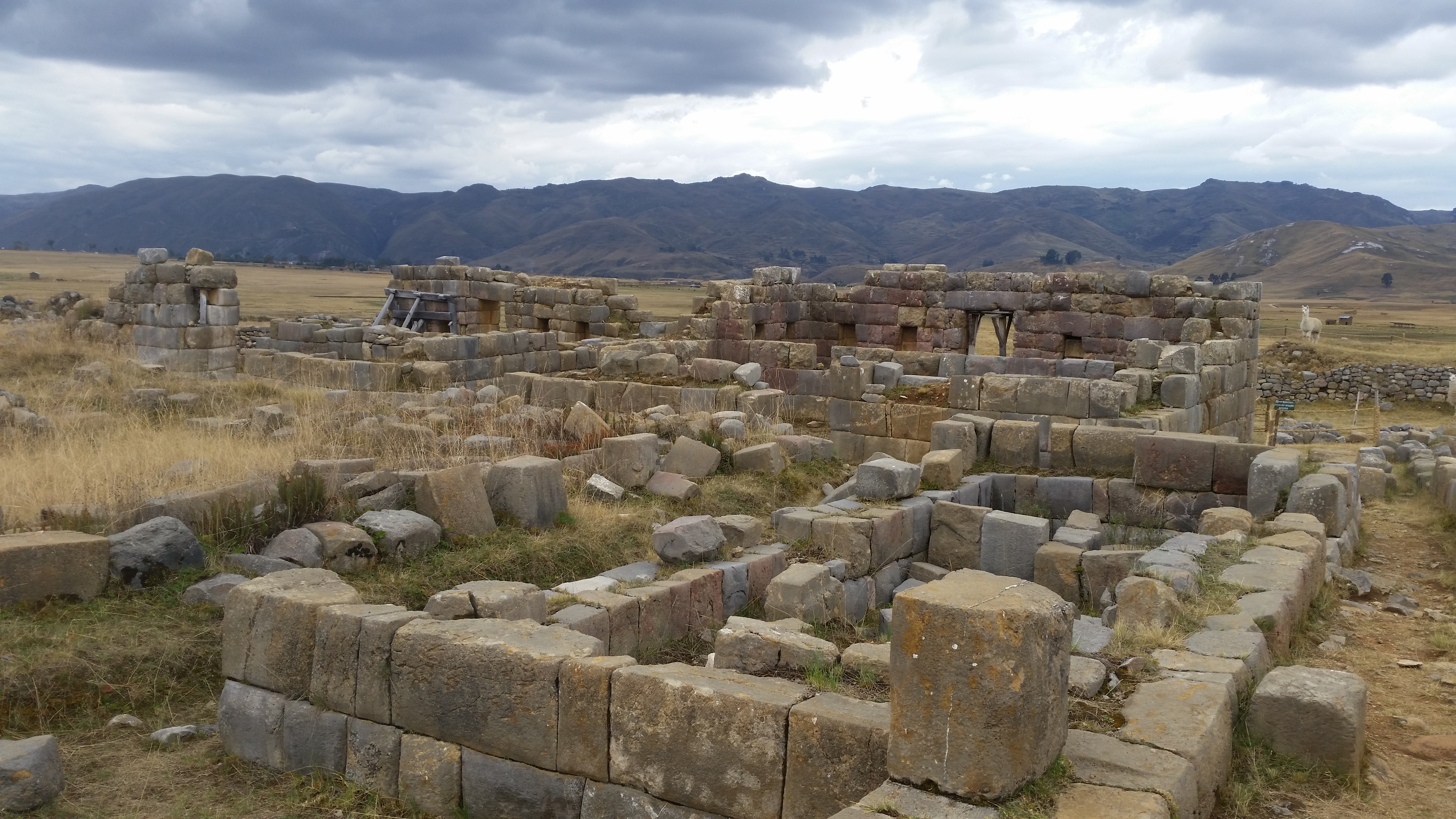
Ruines de Huánuco Pampa.

Les groupes de magasins comprenaient :
1. à l'ouest une petite zone de magasins qui peuvent avoir abrité les offrandes au soleil, la religion d'État et la résidence de l'Inca lors de ses visites sur le site ;
2. des petits groupes de magasins isolés apparemment consacrés à des sanctuaires spéciaux ou à des activités cérémonielles ;
3. au  nord une section mal définie de bâtiments qui peut avoir contenu une grande variété de marchandises en entreposage temporaire pour des utilisations plus immédiates ou des ateliers de tissage ;
4. et le groupe le plus important, consacré au stockage à long terme de divers produits alimentaires et autres produits dans des installations technologiquement spécialisées. Dans ces entrepôts situés au sud, le stockage était très diversifié. Pour les cultures, par exemple, les plantes-racines étaient placées au milieu de couches de paille, liées en balles avec une corde et stockées dans des structures rectangulaires, tandis que le maïs était stocké décortiqué, dans de grands pots qui étaient placés dans des entrepôts circulaires avec de la pierre comme plancher. Les plantes-racines des hautes terres représentaient 50 à 80 % de l'espace, tandis que le maïs ne représentait que 5 à 7 %[7].

Au total, il y aurait environ quatre mille bâtiments consacrés aux fonctions utilitaires, militaires, religieuses et administratives du site, ainsi qu'une zone de baignade et le canal qui l'alimentait en eau.
L'afflux de denrées à Huánuco Pampa était assez inégal. La famine ou l'effondrement des mécanismes sociopolitiques assurant la livraison peuvent avoir compliqué les variations saisonnières normales. La demande de biens était également en constante fluctuation. Le stockage à grande échelle était essentiel pour maintenir une ville difficile d'accès comme Huánuco Pampa dans des conditions où la technologie des transports et l'organisation de l'économie étaient encore relativement primitives.

## Évènements à Huánuco Pampa

### Études archéologiques
Au cours des années 70 et 80, d'importantes recherches ont été menées sous la direction de l'anthropologue Edward Craig Morris, un péruvien américain décédé en juin 2006. Morris a écrit plusieurs livres sur l'Inca et il est co-auteur de Huánuco Pampa: une ville inca et son arrière-pays.
En 2004, d'importantes études astronomiques ont été menées par une équipe de l'université nationale principale de San Marcos, de l'université de Floride et de l'université Yale, dirigée par José Luis Pino.

### Les cérémonies incas reprennent
Depuis 1997, la fête nommée Fiesta del Sol a lieu à Huánuco Pampa à la fin du mois de juillet, coïncidant avec la semaine de la fête nationale péruvienne (28 juillet). Cet événement gagne en renommée régionale en parallèle de l'Inti Raymi qui se tient officiellement tous les 24 juin à Cuzco qui attire de nombreux touristes nationaux et internationaux qui fréquentent aussi la Callejón de Huaylas et le parc national de Huascarán.